# Puchar Świata w skokach narciarskich 1981/1982
Puchar Świata w skokach narciarskich 1981/1982 – 3. edycja Pucharu Świata mężczyzn w skokach narciarskich, która rozpoczęła się 20 grudnia 1981 w Cortinie d’Ampezzo, a zakończyła 28 marca 1982 w Planicy.

## Kalendarz i wyniki
| Lp                                                                          | Data                                                                  | Miejscowość                                                           | Punkt K                                                               | Uwagi                                                                 | 1. miejsce                   | 2. miejsce      | 3. miejsce       |
| --------------------------------------------------------------------------- | --------------------------------------------------------------------- | --------------------------------------------------------------------- | --------------------------------------------------------------------- | --------------------------------------------------------------------- | ---------------------------- | --------------- | ---------------- |
| 1.                                                                          | 20 grudnia 1981                                                       | Cortina d’Ampezzo                                                     | K-92                                                                  | –                                                                     | Roger Ruud                   | Johan Sætre     | Masahiro Akimoto |
| 2.                                                                          | 30 grudnia 1981                                                       | Oberstdorf                                                            | K-115                                                                 | TCS                                                                   | Matti Nykänen                | Manfred Deckert | Thomas Prosser   |
| 3.                                                                          | 1 stycznia 1982                                                       | Garmisch-Partenkirchen                                                | K-102                                                                 | TCS                                                                   | Roger Ruud                   | Manfred Deckert | Andreas Bauer    |
| 4.                                                                          | 3 stycznia 1982                                                       | Innsbruck                                                             | K-104                                                                 | TCS                                                                   | Manfred Deckert Per Bergerud | –               | Roger Ruud       |
| 5.                                                                          | 6 stycznia 1982                                                       | Bischofshofen                                                         | K-108                                                                 | TCS                                                                   | Hubert Neuper                | Halvor Asphol   | Armin Kogler     |
| 30. Turniej Czterech Skoczni – klasyfikacja końcowa                         | 30. Turniej Czterech Skoczni – klasyfikacja końcowa                   | 30. Turniej Czterech Skoczni – klasyfikacja końcowa                   | 30. Turniej Czterech Skoczni – klasyfikacja końcowa                   | 30. Turniej Czterech Skoczni – klasyfikacja końcowa                   | Manfred Deckert              | Roger Ruud      | Per Bergerud     |
| —                                                                           | 9 stycznia 1982                                                       | Saint-Nizier                                                          | K-112                                                                 | [ a ]                                                                 | odwołany                     | odwołany        | odwołany         |
| —                                                                           | 10 stycznia 1982                                                      | Saint-Nizier                                                          | K-112                                                                 | [ a ]                                                                 | odwołany                     | odwołany        | odwołany         |
| 6.                                                                          | 15 stycznia 1982                                                      | Sapporo                                                               | K-86                                                                  | –                                                                     | Horst Bulau                  | Per Bergerud    | Masahiro Akimoto |
| 7.                                                                          | 17 stycznia 1982                                                      | Sapporo                                                               | K-110                                                                 | –                                                                     | Armin Kogler                 | Horst Bulau     | Matthias Buse    |
| 8.                                                                          | 23 stycznia 1982                                                      | Thunder Bay                                                           | K-89                                                                  | [ b ]                                                                 | Horst Bulau                  | Massimo Rigoni  | Ernst Vettori    |
| 9.                                                                          | 24 stycznia 1982                                                      | Thunder Bay                                                           | K-120                                                                 | –                                                                     | Horst Bulau                  | Massimo Rigoni  | Hubert Neuper    |
| 10.                                                                         | 27 stycznia 1982                                                      | Sankt Moritz                                                          | K-94                                                                  | TS                                                                    | Armin Kogler                 | Josef Samek     | Hansjörg Sumi    |
| 11.                                                                         | 31 stycznia 1982                                                      | Engelberg                                                             | K-116                                                                 | TS                                                                    | Klaus Ostwald                | Massimo Rigoni  | Armin Kogler     |
| Turniej Szwajcarski 1982 – klasyfikacja końcowa                             | Turniej Szwajcarski 1982 – klasyfikacja końcowa                       | Turniej Szwajcarski 1982 – klasyfikacja końcowa                       | Turniej Szwajcarski 1982 – klasyfikacja końcowa                       | Turniej Szwajcarski 1982 – klasyfikacja końcowa                       | Massimo Rigoni               | Armin Kogler    | Klaus Ostwald    |
| Mistrzostwa Świata w Narciarstwie Klasycznym 1982 • Oslo, 19–28 lutego 1982 |                                                                       |                                                                       |                                                                       |                                                                       |                              |                 |                  |
| 12.                                                                         | 21 lutego 1982                                                        | Oslo                                                                  | K-85                                                                  | MŚ, HSF                                                               | Armin Kogler                 | Jari Puikkonen  | Ole Bremseth     |
| 13.                                                                         | 28 lutego 1982                                                        | Oslo                                                                  | K-105                                                                 | MŚ, HSF                                                               | Matti Nykänen                | Olav Hansson    | Armin Kogler     |
| 14.                                                                         | 4 marca 1982                                                          | Lahti                                                                 | K-88                                                                  | ZwL                                                                   | Ole Bremseth                 | Pentti Kokkonen | Horst Bulau      |
| 15.                                                                         | 7 marca 1982                                                          | Lahti                                                                 | K-88                                                                  | ZwL                                                                   | Ole Bremseth                 | Matti Nykänen   | Alfred Groyer    |
| 16.                                                                         | 12 marca 1982                                                         | Bad Mitterndorf                                                       | K-165                                                                 | TLN                                                                   | Matti Nykänen                | Hubert Neuper   | Andreas Felder   |
| 17.                                                                         | 13 marca 1982                                                         | Bad Mitterndorf                                                       | K-165                                                                 | TLN                                                                   | Hubert Neuper                | Matti Nykänen   | Ole Bremseth     |
| 18.                                                                         | 14 marca 1982                                                         | Bad Mitterndorf                                                       | K-165                                                                 | TLN                                                                   | Hubert Neuper                | Ole Bremseth    | Armin Kogler     |
| Tydzień Lotów Narciarskich 1982 – klasyfikacja końcowa                      | Tydzień Lotów Narciarskich 1982 – klasyfikacja końcowa                | Tydzień Lotów Narciarskich 1982 – klasyfikacja końcowa                | Tydzień Lotów Narciarskich 1982 – klasyfikacja końcowa                | Tydzień Lotów Narciarskich 1982 – klasyfikacja końcowa                | Hubert Neuper                | Matti Nykänen   | Andreas Felder   |
| 19.                                                                         | 20 marca 1982                                                         | Szczyrbskie Jezioro                                                   | K-110                                                                 | –                                                                     | Ole Bremseth                 | Piotr Fijas     | Jeff Hastings    |
| 20.                                                                         | 21 marca 1982                                                         | Szczyrbskie Jezioro                                                   | K-88                                                                  | –                                                                     | Ole Bremseth                 | Olav Hansson    | Johan Sætre      |
| 21.                                                                         | 27 marca 1982                                                         | Planica                                                               | K-92                                                                  | –                                                                     | Ole Bremseth                 | Per Bergerud    | Massimo Rigoni   |
| 22.                                                                         | 28 marca 1982                                                         | Planica                                                               | K-122                                                                 | –                                                                     | Ole Bremseth                 | Hubert Neuper   | Massimo Rigoni   |
| Puchar Świata w skokach narciarskich 1981/1982 – klasyfikacja końcowa       | Puchar Świata w skokach narciarskich 1981/1982 – klasyfikacja końcowa | Puchar Świata w skokach narciarskich 1981/1982 – klasyfikacja końcowa | Puchar Świata w skokach narciarskich 1981/1982 – klasyfikacja końcowa | Puchar Świata w skokach narciarskich 1981/1982 – klasyfikacja końcowa | Armin Kogler                 | Hubert Neuper   | Horst Bulau      |

## Statystyki indywidualne
| Zawodnik | Cortina d'Ampezzo 20.12. | Oberstdorf 30.12 | Garmisch-Partenkirchen 01.01 | Innsbruck 03.01 | Bischofshofen 06.01 | Sapporo 15.01. | Sapporo 17.01. | Thunder Bay 23.01. | Thunder Bay 24.01. | Sankt Moritz 27.01. | Engelberg 31.01. | Oslo 21.02. | Oslo 28.02. | Lahti 04.03. | Lahti 07.03. | Bad Mitterndorf 12.03. | Bad Mitterndorf 13.03. | Bad Mitterndorf 14.03. | Szczyrbskie Jezioro 20.03. | Szczyrbskie Jezioro 21.03. | Planica 27.03 | Planica 28.03 |
| --- | ------------------------ | ---------------- | ---------------------------- | --------------- | ------------------- | -------------- | -------------- | ------------------ | ------------------ | ------------------- | ---------------- | ----------- | ----------- | ------------ | ------------ | ---------------------- | ---------------------- | ---------------------- | -------------------------- | -------------------------- | ------------- | ------------- |
| Austria |                          |                  |                              |                 |                     |                |                |                    |                    |                     |                  |             |             |              |              |                        |                        |                        |                            |                            |               |               |
| Fritz Esser | –                        | –                | –                            | 71              | 61                  | –              | –              | –                  | –                  | –                   | –                | –           | –           | –            | –            | –                      | –                      | –                      | –                          | –                          | –             | –             |
| Andreas Felder | 18                       | 85               | –                            | 34              | 21                  | –              | –              | 25                 | 6                  | –                   | 5                | 5           | 12          | 10           | 12           | 3                      | 5                      | 4                      | 29                         | 10                         | 11            | 21            |
| Alfred Groyer | 9                        | 21               | 7                            | 5               | 13                  | 6              | 19             | 16                 | 23                 | 9                   | 14               | –           | –           | 13           | 3            | 13                     | 12                     | 15                     | 26                         | 26                         | 19            | 7             |
| Adolf Hirner | –                        | –                | 22                           | 30              | 7                   | –              | –              | 24                 | 18                 | –                   | 13               | –           | –           | –            | –            | –                      | –                      | –                      | –                          | –                          | –             | –             |
| Rupert Hirner | –                        | –                | –                            | 80              | 66                  | –              | –              | –                  | –                  | –                   | –                | –           | –           | –            | –            | –                      | –                      | –                      | –                          | –                          | –             | –             |
| Toni Innauer | –                        | –                | –                            | –               | –                   | –              | –              | –                  | –                  | –                   | –                | 29          | –           | –            | –            | –                      | –                      | –                      | –                          | –                          | –             | –             |
| Fritz Koch | –                        | –                | –                            | –               | –                   | –              | –              | –                  | –                  | –                   | –                | –           | –           | 49           | 38           | –                      | –                      | –                      | –                          | –                          | 37            | 42            |
| Heinz Koch | –                        | –                | –                            | 44              | 38                  | –              | –              | –                  | –                  | –                   | –                | –           | –           | 27           | 39           | 25                     | 31                     | –                      | –                          | –                          | –             | –             |
| Armin Kogler | 13                       | 13               | 23                           | 24              | 3                   | 10             | 1              | 4                  | 4                  | 1                   | 3                | 1           | 3           | 6            | 5            | 4                      | 4                      | 3                      | 4                          | 8                          | 7             | 4             |
| Norbert Leitner | –                        | –                | –                            | 75              | 58                  | –              | –              | –                  | –                  | –                   | –                | –           | –           | –            | –            | –                      | –                      | –                      | –                          | –                          | –             | –             |
| Hubert Neuper | 12                       | 28               | 9                            | 8               | 1                   | 9              | 5              | 14                 | 3                  | 7                   | 17               | 23          | 9           | 20           | 11           | 2                      | 1                      | 1                      | 7                          | 4                          | 6             | 2             |
| Richard Schallert | 14                       | 18               | 29                           | 52              | 47                  | 36             | 21             | 7                  | 27                 | 41                  | –                | –           | –           | –            | –            | –                      | –                      | –                      | –                          | –                          | –             | –             |
| Manfred Steiner | 6                        | 36               | 42                           | 38              | 44                  | –              | –              | –                  | –                  | 40                  | –                | –           | –           | –            | –            | 17                     | 10                     | 16                     | 54                         | 47                         | –             | –             |
| Klaus Tuchscherer | –                        | –                | –                            | 19              | 16                  | –              | –              | 18                 | 7                  | –                   | 27               | –           | –           | –            | –            | 21                     | 19                     | 30                     | 28                         | 30                         | 50            | 37            |
| Hans Wallner | 32                       | 71               | 49                           | 41              | 59                  | –              | –              | –                  | –                  | 13                  | 7                | –           | 32          | –            | –            | 5                      | 8                      | 7                      | 13                         | 31                         | 5             | 13            |
| Ernst Vettori | 4                        | 74               | 13                           | 10              | 35                  | 11             | 17             | 3                  | 31                 | 26                  | –                | 24          | –           | –            | –            | –                      | –                      | –                      | 40                         | 52                         | 23            | 24            |
| Bernhard Zauner | –                        | –                | –                            | 79              | 73                  | –              | –              | –                  | –                  | –                   | –                | –           | –           | –            | –            | –                      | –                      | –                      | –                          | –                          | –             | –             |
| Czechosłowacja |                          |                  |                              |                 |                     |                |                |                    |                    |                     |                  |             |             |              |              |                        |                        |                        |                            |                            |               |               |
| Jiří Balcar | –                        | –                | –                            | –               | –                   | –              | –              | –                  | –                  | –                   | –                | –           | –           | –            | –            | –                      | –                      | –                      | 78                         | 77                         | –             | –             |
| Ladislav Dluhoš | –                        | –                | –                            | –               | –                   | –              | –              | –                  | –                  | –                   | –                | –           | –           | –            | –            | –                      | –                      | –                      | 56                         | 74                         | –             | –             |
| Peter Číž | –                        | –                | –                            | –               | –                   | –              | –              | –                  | –                  | –                   | –                | –           | –           | –            | –            | –                      | –                      | –                      | 61                         | 48                         | –             | –             |
| Ivo Felix | –                        | –                | –                            | –               | –                   | –              | –              | –                  | –                  | –                   | –                | –           | –           | –            | –            | –                      | –                      | –                      | 79                         | 82                         | –             | –             |
| Jozef Hýsek | –                        | –                | –                            | –               | –                   | –              | –              | –                  | –                  | –                   | –                | –           | –           | –            | –            | –                      | –                      | –                      | 71                         | 34                         | –             | –             |
| Ján Jelenský | –                        | –                | –                            | –               | –                   | –              | –              | –                  | –                  | –                   | –                | –           | –           | –            | –            | –                      | –                      | –                      | 72                         | 57                         | –             | –             |
| Ladislav Jirásko | –                        | –                | –                            | –               | –                   | –              | –              | –                  | –                  | –                   | –                | –           | –           | –            | –            | –                      | –                      | –                      | 66                         | 69                         | –             | –             |
| Peter Jonaštík | –                        | –                | –                            | –               | –                   | –              | –              | –                  | –                  | –                   | –                | –           | –           | –            | –            | –                      | –                      | –                      | 80                         | 78                         | –             | –             |
| Jiří Malec | –                        | –                | –                            | –               | –                   | –              | –              | –                  | –                  | –                   | –                | –           | –           | –            | –            | –                      | –                      | –                      | 42                         | 45                         | –             | –             |
| Stanislav Martynek | –                        | –                | –                            | –               | –                   | –              | –              | –                  | –                  | –                   | –                | –           | –           | –            | –            | –                      | –                      | –                      | 60                         | 60                         | –             | –             |
| Jindřich Mayer | –                        | –                | –                            | –               | –                   | –              | –              | –                  | –                  | –                   | –                | –           | –           | –            | –            | –                      | –                      | –                      | 69                         | 58                         | –             | –             |
| František Novák | –                        | 82               | 62                           | 65              | 71                  | –              | –              | –                  | –                  | –                   | –                | –           | –           | –            | –            | 8                      | 19                     | 18                     | 24                         | 38                         | –             | –             |
| Jiří Parma | –                        | –                | –                            | –               | –                   | –              | –              | –                  | –                  | –                   | –                | –           | –           | –            | –            | –                      | –                      | –                      | 41                         | 20                         | 34            | 31            |
| Pavel Ploc | –                        | –                | –                            | –               | –                   | –              | –              | –                  | –                  | 38                  | 31               | –           | –           | –            | –            | 12                     | 17                     | 12                     | 8                          | 35                         | 29            | 25            |
| Vladimír Podzimek | –                        | –                | –                            | –               | –                   | –              | –              | –                  | –                  | –                   | –                | –           | –           | –            | –            | –                      | –                      | –                      | 45                         | 71                         | –             | –             |
| Josef Samek | –                        | 50               | 19                           | 45              | 48                  | –              | –              | –                  | –                  | 2                   | 8                | 14          | 23          | –            | –            | 11                     | 13                     | 22                     | 10                         | 6                          | 13            | 5             |
| Miroslav Slušný | –                        | 67               | 34                           | 59              | 51                  | –              | –              | –                  | –                  | 30                  | 19               | 37          | 40          | –            | –            | 28                     | 27                     | 29                     | 43                         | 17                         | –             | –             |
| Leoš Škoda | –                        | –                | –                            | –               | –                   | –              | –              | –                  | –                  | –                   | –                | –           | –           | –            | –            | 23                     | 15                     | 24                     | 16                         | 16                         | –             | –             |
| Tomáš Šmíd | –                        | –                | –                            | –               | –                   | –              | –              | –                  | –                  | –                   | –                | –           | –           | –            | –            | –                      | –                      | –                      | 57                         | 59                         | –             | –             |
| Ján Tánczos | –                        | 16               | 47                           | 67              | 70                  | –              | –              | –                  | –                  | –                   | –                | –           | –           | –            | –            | –                      | –                      | –                      | 16                         | 44                         | –             | –             |
| Bohumil Vacek | –                        | –                | –                            | –               | –                   | –              | –              | –                  | –                  | 19                  | 23               | 25          | 27          | –            | –            | 15                     | 25                     | 21                     | 16                         | 19                         | 16            | 22            |
| Milan Zignor | –                        | –                | –                            | –               | –                   | –              | –              | –                  | –                  | –                   | –                | –           | –           | –            | –            | –                      | –                      | –                      | 77                         | 73                         | –             | –             |
| Finlandia |                          |                  |                              |                 |                     |                |                |                    |                    |                     |                  |             |             |              |              |                        |                        |                        |                            |                            |               |               |
| Asko Aalto | –                        | –                | –                            | –               | –                   | 52             | 45             | –                  | –                  | –                   | –                | –           | –           | 53           | 40           | 33                     | 30                     | 31                     | –                          | –                          | –             | –             |
| Ari Bono | –                        | –                | –                            | –               | –                   | –              | –              | –                  | –                  | –                   | –                | –           | –           | 33           | 45           | –                      | –                      | –                      | –                          | –                          | –             | –             |
| Jukka Hartikainen | –                        | –                | –                            | –               | –                   | –              | –              | –                  | –                  | –                   | –                | –           | –           | 54           | 59           | –                      | –                      | –                      | –                          | –                          | –             | –             |
| Kari Jormakka | –                        | –                | –                            | –               | –                   | –              | –              | –                  | –                  | –                   | –                | –           | –           | 58           | 51           | –                      | –                      | –                      | –                          | –                          | –             | –             |
| Jukka Kalso | –                        | –                | –                            | –               | –                   | –              | –              | –                  | –                  | –                   | –                | –           | –           | 39           | 34           | 29                     | 27                     | 23                     | –                          | –                          | –             | –             |
| Jari Kelonen | –                        | –                | –                            | –               | –                   | –              | –              | 24                 | 32                 | –                   | –                | –           | –           | 61           | 57           | –                      | –                      | –                      | –                          | –                          | –             | –             |
| Pentti Kokkonen | –                        | 51               | 12                           | 12              | 65                  | –              | –              | 50                 | 22                 | –                   | –                | 18          | 6           | 2            | 4            | –                      | –                      | –                      | –                          | –                          | –             | –             |
| Keijo Korhonen | 21                       | –                | –                            | –               | –                   | 23             | 10             | –                  | –                  | –                   | –                | –           | –           | 41           | 43           | –                      | –                      | –                      | –                          | –                          | –             | –             |
| Kimmo Kylmäaho | –                        | –                | –                            | –               | –                   | –              | –              | –                  | –                  | –                   | –                | –           | –           | 46           | 41           | –                      | –                      | –                      | –                          | –                          | –             | –             |
| Jari Larinto | –                        | –                | –                            | –               | –                   | –              | –              | –                  | –                  | –                   | –                | –           | –           | 16           | 37           | –                      | –                      | –                      | –                          | –                          | –             | –             |
| Tapio Mikkonen | –                        | –                | –                            | –               | –                   | –              | –              | –                  | –                  | –                   | –                | –           | –           | 52           | –            | –                      | –                      | –                      | –                          | –                          | –             | –             |
| Harry Nakari | –                        | –                | –                            | –               | –                   | 14             | 30             | –                  | –                  | –                   | –                | –           | –           | 19           | 18           | –                      | –                      | –                      | –                          | –                          | –             | –             |
| Erkki Nykänen | –                        | –                | –                            | –               | –                   | 28             | 32             | –                  | –                  | –                   | –                | –           | –           | 59           | 53           | –                      | –                      | –                      | –                          | –                          | –             | –             |
| Matti Nykänen | –                        | 1                | 5                            | 32              | 37                  | –              | –              | –                  | –                  | –                   | –                | 4           | 1           | 4            | 2            | 1                      | 2                      | 5                      | –                          | –                          | –             | –             |
| Ari Oulasvuori | –                        | –                | –                            | –               | –                   | –              | –              | –                  | –                  | –                   | –                | –           | –           | 32           | 47           | –                      | –                      | –                      | –                          | –                          | –             | –             |
| Juha Partanen | –                        | –                | –                            | –               | –                   | –              | –              | –                  | –                  | –                   | –                | –           | –           | 33           | 27           | –                      | –                      | –                      | –                          | –                          | –             | –             |
| Jari Puikkonen | –                        | 27               | 28                           | 15              | 32                  | –              | –              | –                  | –                  | –                   | –                | 2           | –           | 12           | 10           | –                      | –                      | –                      | –                          | –                          | –             | –             |
| Markku Pusenius | –                        | 25               | 16                           | 26              | 34                  | –              | –              | –                  | –                  | –                   | –                | –           | –           | –            | –            | –                      | –                      | –                      | –                          | –                          | –             | –             |
| Markku Reijonen | 22                       | 40               | 43                           | 76              | 75                  | –              | –              | 44                 | 14                 | –                   | –                | –           | –           | 37           | 21           | –                      | –                      | –                      | –                          | –                          | –             | –             |
| Pasi Ronkainen | –                        | –                | –                            | –               | –                   | –              | –              | –                  | –                  | –                   | –                | –           | –           | 42           | 29           | –                      | –                      | –                      | –                          | –                          | –             | –             |
| Jarmo Suni | –                        | –                | –                            | –               | –                   | –              | –              | –                  | –                  | –                   | –                | –           | –           | 50           | 48           | –                      | –                      | –                      | –                          | –                          | –             | –             |
| Pekka Tolkkinen | –                        | –                | –                            | –               | –                   | –              | –              | –                  | –                  | –                   | –                | –           | –           | 55           | 46           | –                      | –                      | –                      | –                          | –                          | –             | –             |
| Jouko Törmänen | –                        | 39               | 61                           | 43              | 74                  | –              | –              | –                  | –                  | –                   | –                | –           | 22          | 21           | 23           | –                      | –                      | –                      | –                          | –                          | –             | –             |
| Kari Ylianttila | 5                        | 4                | 17                           | 29              | 15                  | –              | –              | 12                 | 5                  | –                   | –                | 21          | 19          | 8            | 9            | –                      | –                      | –                      | –                          | –                          | –             | –             |
| Francja |                          |                  |                              |                 |                     |                |                |                    |                    |                     |                  |             |             |              |              |                        |                        |                        |                            |                            |               |               |
| Gérard Colin | 37                       | 70               | 41                           | 79              | 62                  | –              | –              | –                  | –                  | 24                  | 19               | 36          | 33          | –            | –            | –                      | –                      | –                      | 39                         | 50                         | 30            | 35            |
| Patric Dubiez | 35                       | 57               | 76                           | 70              | 63                  | –              | –              | –                  | –                  | 42                  | 47               | 50          | 26          | –            | –            | –                      | –                      | –                      | –                          | –                          | 44            | 67            |
| Bernard Guillaume | –                        | 63               | 84                           | 81              | 80                  | –              | –              | –                  | –                  | –                   | –                | –           | –           | –            | –            | –                      | –                      | –                      | –                          | –                          | 60            | 70            |
| Philippe Jacoberger | 40                       | 81               | 81                           | 62              | 46                  | –              | –              | –                  | –                  | 45                  | 43               | 53          | 51          | –            | –            | –                      | –                      | –                      | –                          | –                          | 47            | 50            |
| Bernard Moullier | 47                       | –                | –                            | –               | –                   | –              | –              | –                  | –                  | 61                  | 59               | –           | –           | –            | –            | –                      | –                      | –                      | –                          | –                          | 71            | 69            |
| Thierry Sauvanet | –                        | –                | –                            | –               | –                   | –              | –              | –                  | –                  | –                   | –                | –           | –           | –            | –            | –                      | –                      | –                      | 81                         | 76                         | 70            | –             |
| Hiszpania |                          |                  |                              |                 |                     |                |                |                    |                    |                     |                  |             |             |              |              |                        |                        |                        |                            |                            |               |               |
| Tomás Cano | –                        | –                | –                            | –               | –                   | –              | –              | –                  | –                  | –                   | –                | 56          | 48          | –            | –            | –                      | –                      | –                      | –                          | –                          | –             | –             |
| Ángel Janiquet | 57                       | –                | –                            | –               | –                   | –              | –              | –                  | –                  | –                   | –                | –           | –           | –            | –            | –                      | –                      | –                      | –                          | –                          | –             | –             |
| Juan Meno | 53                       | 84               | 86                           | 86              | –                   | –              | –              | 57                 | 51                 | –                   | –                | 56          | –           | –            | –            | –                      | –                      | –                      | –                          | –                          | –             | –             |
| José Rivera | 56                       | 86               | 87                           | 87              | 85                  | –              | –              | 56                 | 53                 | –                   | –                | 59          | 55          | –            | –            | –                      | –                      | –                      | –                          | –                          | –             | –             |
| Japonia |                          |                  |                              |                 |                     |                |                |                    |                    |                     |                  |             |             |              |              |                        |                        |                        |                            |                            |               |               |
| Hiroyasu Aizawa | –                        | –                | –                            | –               | –                   | 55             | 48             | –                  | –                  | –                   | –                | –           | –           | –            | –            | –                      | –                      | –                      | –                          | –                          | –             | –             |
| Hideki Akimoto | –                        | –                | –                            | –               | –                   | 57             | 62             | –                  | –                  | –                   | –                | –           | –           | –            | –            | –                      | –                      | –                      | –                          | –                          | –             | –             |
| Masahiro Akimoto | 3                        | 61               | 25                           | 18              | 25                  | 3              | 9              | –                  | –                  | –                   | –                | 41          | 53          | –            | –            | –                      | –                      | –                      | –                          | –                          | –             | –             |
| Satoshi Fūjiwara | –                        | –                | –                            | –               | –                   | 49             | 38             | –                  | –                  | –                   | –                | –           | –           | –            | –            | –                      | –                      | –                      | –                          | –                          | –             | –             |
| Toshihiro Hanada | –                        | –                | –                            | –               | –                   | –              | 57             | –                  | –                  | –                   | –                | –           | –           | –            | –            | –                      | –                      | –                      | –                          | –                          | –             | –             |
| Terumi Hashimoto | –                        | –                | –                            | –               | –                   | 40             | 59             | –                  | –                  | –                   | –                | –           | –           | –            | –            | –                      | –                      | –                      | –                          | –                          | –             | –             |
| Tetsuro Hosokawa | –                        | –                | –                            | –               | –                   | 38             | 27             | –                  | –                  | –                   | –                | –           | –           | –            | –            | –                      | –                      | –                      | –                          | –                          | –             | –             |
| Hirokazu Imahori | –                        | –                | –                            | –               | –                   | 60             | –              | –                  | –                  | –                   | –                | –           | –           | –            | –            | –                      | –                      | –                      | –                          | –                          | –             | –             |
| Motoshi Iwasaki | –                        | –                | –                            | –               | –                   | –              | 61             | –                  | –                  | –                   | –                | –           | –           | –            | –            | –                      | –                      | –                      | –                          | –                          | –             | –             |
| Rikiya Jinno | –                        | –                | –                            | –               | –                   | 40             | 35             | –                  | –                  | –                   | –                | –           | –           | –            | –            | –                      | –                      | –                      | –                          | –                          | –             | –             |
| Norihiro Kanno | –                        | –                | –                            | –               | –                   | 46             | 60             | –                  | –                  | –                   | –                | –           | –           | –            | –            | –                      | –                      | –                      | –                          | –                          | –             | –             |
| Manabu Kashiwatani | –                        | –                | –                            | –               | –                   | –              | 65             | –                  | –                  | –                   | –                | –           | –           | –            | –            | –                      | –                      | –                      | –                          | –                          | –             | –             |
| Takafumi Kawabata | –                        | –                | –                            | –               | –                   | 66             | 56             | –                  | –                  | –                   | –                | –           | –           | –            | –            | –                      | –                      | –                      | –                          | –                          | –             | –             |
| Yūji Kawamura | –                        | –                | –                            | –               | –                   | 24             | 36             | –                  | –                  | –                   | –                | –           | –           | –            | –            | –                      | –                      | –                      | –                          | –                          | –             | –             |
| Takumi Kon | –                        | –                | –                            | –               | –                   | 50             | 49             | –                  | –                  | –                   | –                | –           | –           | –            | –            | –                      | –                      | –                      | –                          | –                          | –             | –             |
| Yasuo Maruto | –                        | –                | –                            | –               | –                   | –              | 55             | –                  | –                  | –                   | –                | –           | –           | –            | –            | –                      | –                      | –                      | –                          | –                          | –             | –             |
| Satoru Matsuhashi | –                        | 35               | 63                           | 82              | 40                  | 13             | 52             | 53                 | 43                 | 36                  | 49               | 38          | 42          | –            | –            | –                      | –                      | –                      | –                          | –                          | –             | –             |
| Masaru Nagaoka | 24                       | 33               | 79                           | 60              | 67                  | 17             | 52             | –                  | –                  | –                   | –                | –           | –           | –            | –            | –                      | –                      | –                      | –                          | –                          | –             | –             |
| Tomoharu Nakagawa | –                        | –                | –                            | –               | –                   | 67             | –              | –                  | –                  | –                   | –                | –           | –           | –            | –            | –                      | –                      | –                      | –                          | –                          | –             | –             |
| Nobuo Nakatsu | 23                       | 12               | 52                           | 66              | 28                  | 18             | 26             | 13                 | 24                 | 21                  | 26               | –           | –           | –            | –            | –                      | –                      | –                      | –                          | –                          | –             | –             |
| Chiharu Nishikata | 36                       | 42               | 54                           | 42              | 33                  | 19             | 25             | 25                 | 13                 | 25                  | 44               | 22          | 46          | –            | –            | –                      | –                      | –                      | –                          | –                          | –             | –             |
| Toshiya Nishikata | –                        | –                | –                            | –               | –                   | 37             | 31             | –                  | –                  | –                   | –                | –           | –           | –            | –            | –                      | –                      | –                      | –                          | –                          | –             | –             |
| Shōhei Sakaguchi | –                        | –                | –                            | –               | –                   | 39             | 54             | –                  | –                  | –                   | –                | –           | –           | –            | –            | –                      | –                      | –                      | –                          | –                          | –             | –             |
| Shin’ya Sasaki | –                        | –                | –                            | –               | –                   | 32             | 29             | 47                 | 42                 | 54                  | 50               | –           | –           | –            | –            | –                      | –                      | –                      | –                          | –                          | –             | –             |
| Akira Satō | –                        | –                | –                            | –               | –                   | 62             | 43             | –                  | –                  | –                   | –                | –           | –           | –            | –            | –                      | –                      | –                      | –                          | –                          | –             | –             |
| Shiro Shimizu | –                        | –                | –                            | –               | –                   | 45             | 39             | –                  | –                  | –                   | –                | –           | –           | –            | –            | –                      | –                      | –                      | –                          | –                          | –             | –             |
| Masahiro Sugawara | –                        | –                | –                            | –               | –                   | 32             | 41             | –                  | –                  | –                   | –                | –           | –           | –            | –            | –                      | –                      | –                      | –                          | –                          | –             | –             |
| Toru Suzuki | –                        | –                | –                            | –               | –                   | 59             | –              | –                  | –                  | –                   | –                | –           | –           | –            | –            | –                      | –                      | –                      | –                          | –                          | –             | –             |
| Hiroshi Takagi | –                        | –                | –                            | –               | –                   | 43             | 58             | –                  | –                  | –                   | –                | –           | –           | –            | –            | –                      | –                      | –                      | –                          | –                          | –             | –             |
| Masahiko Takahashi | –                        | –                | –                            | –               | –                   | –              | 42             | –                  | –                  | –                   | –                | –           | –           | –            | –            | –                      | –                      | –                      | –                          | –                          | –             | –             |
| Motoyasu Takeuchi | –                        | –                | –                            | –               | –                   | 56             | –              | –                  | –                  | –                   | –                | –           | –           | –            | –            | –                      | –                      | –                      | –                          | –                          | –             | –             |
| Shin’ichi Tanaka | –                        | –                | –                            | –               | –                   | 61             | 44             | –                  | –                  | –                   | –                | –           | –           | –            | –            | –                      | –                      | –                      | –                          | –                          | –             | –             |
| Osamu Tanemura | –                        | –                | –                            | –               | –                   | 21             | 39             | –                  | –                  | –                   | –                | –           | –           | –            | –            | –                      | –                      | –                      | –                          | –                          | –             | –             |
| Katsushi Tao | –                        | –                | –                            | –               | –                   | 58             | 64             | –                  | –                  | –                   | –                | –           | –           | –            | –            | –                      | –                      | –                      | –                          | –                          | –             | –             |
| Sakae Tsuruga | –                        | –                | –                            | –               | –                   | 34             | 50             | –                  | –                  | –                   | –                | –           | –           | –            | –            | –                      | –                      | –                      | –                          | –                          | –             | –             |
| Hiroki Uchida | –                        | –                | –                            | –               | –                   | –              | 66             | –                  | –                  | –                   | –                | –           | –           | –            | –            | –                      | –                      | –                      | –                          | –                          | –             | –             |
| Yatarō Watase | –                        | –                | –                            | –               | –                   | 44             | 62             | –                  | –                  | –                   | –                | –           | –           | –            | –            | –                      | –                      | –                      | –                          | –                          | –             | –             |
| Hirokazu Yagi | 49                       | 64               | –                            | –               | –                   | 27             | 12             | –                  | –                  | –                   | –                | 31          | 43          | –            | –            | –                      | –                      | –                      | –                          | –                          | –             | –             |
| Jugosławia |                          |                  |                              |                 |                     |                |                |                    |                    |                     |                  |             |             |              |              |                        |                        |                        |                            |                            |               |               |
| Vasja Bajc | 43                       | 83               | 59                           | 55              | 49                  | 48             | 28             | –                  | –                  | 37                  | –                | 42          | –           | –            | –            | 36                     | 33                     | 27                     | –                          | –                          | 63            | 38            |
| Branko Benedik | –                        | –                | –                            | –               | –                   | –              | –              | –                  | –                  | –                   | –                | –           | –           | –            | –            | –                      | –                      | –                      | –                          | –                          | 36            | 45            |
| Miro Bizjak | –                        | –                | –                            | –               | –                   | 53             | 46             | –                  | –                  | –                   | –                | –           | –           | –            | –            | –                      | –                      | –                      | –                          | –                          | 59            | 36            |
| Tomaž Dolar | –                        | –                | –                            | –               | –                   | –              | –              | –                  | –                  | –                   | –                | –           | –           | –            | –            | –                      | –                      | –                      | 68                         | 63                         | 64            | 52            |
| Krištof Gašpirc | –                        | –                | –                            | –               | –                   | –              | –              | –                  | –                  | –                   | –                | –           | –           | –            | –            | –                      | –                      | –                      | –                          | –                          | 61            | 68            |
| Bojan Globočnik | –                        | –                | –                            | –               | –                   | –              | –              | –                  | –                  | –                   | –                | –           | –           | –            | –            | –                      | –                      | –                      | –                          | –                          | 41            | 60            |
| Dušan Kavčič | –                        | –                | –                            | –               | –                   | –              | –              | –                  | –                  | –                   | –                | –           | –           | –            | –            | 35                     | 35                     | 36                     | –                          | –                          | 42            | 53            |
| Rajko Lotrič | 20                       | 24               | 67                           | 48              | 56                  | –              | –              | 20                 | 40                 | –                   | 40               | 46          | 34          | 38           | 55           | 13                     | 22                     | 14                     | 38                         | 21                         | 12            | 29            |
| Bogdan Norčič | –                        | –                | –                            | –               | –                   | –              | –              | –                  | –                  | –                   | –                | –           | –           | –            | –            | –                      | –                      | –                      | –                          | –                          | 25            | 44            |
| Grega Peljhan | –                        | –                | –                            | –               | –                   | –              | –              | –                  | –                  | –                   | –                | –           | –           | –            | –            | –                      | –                      | –                      | 76                         | 61                         | 40            | 48            |
| Miran Tepeš | 19                       | 31               | 35                           | 20              | 17                  | –              | –              | 9                  | 11                 | 20                  | 16               | 28          | 30          | 25           | 17           | 20                     | 26                     | 10                     | 30                         | 13                         | 20            | 8             |
| Primož Ulaga | 37                       | 7                | 37                           | 36              | 76                  | –              | –              | 6                  | 15                 | 48                  | 25               | 39          | 41          | 51           | –            | –                      | –                      | –                      | 25                         | 40                         | 31            | 49            |
| Marjan Urbančič | –                        | –                | –                            | –               | –                   | –              | –              | 38                 | 35                 | –                   | –                | –           | –           | –            | –            | 32                     | 38                     | 33                     | –                          | –                          | 37            | 66            |
| Matjaž Žagar | –                        | –                | –                            | –               | –                   | 65             | 23             | –                  | –                  | –                   | –                | –           | –           | –            | –            | –                      | –                      | –                      | 65                         | 67                         | 53            | 62            |
| Kanada |                          |                  |                              |                 |                     |                |                |                    |                    |                     |                  |             |             |              |              |                        |                        |                        |                            |                            |               |               |
| Horst Bulau | –                        | 43               | 27                           | 17              | 18                  | 1              | 2              | 1                  | 1                  | 14                  | –                | 6           | 10          | 3            | 8            | 7                      | 6                      | 6                      | 15                         | 24                         | 8             | 14            |
| Leon Collins | –                        | –                | –                            | –               | –                   | –              | –              | 58                 | 54                 | –                   | –                | –           | –           | –            | –            | –                      | –                      | –                      | –                          | –                          | –             | –             |
| Steve Collins | –                        | 65               | 65                           | 57              | 78                  | 22             | 13             | 15                 | 33                 | –                   | –                | –           | 21          | 59           | 20           | 26                     | 23                     | 20                     | 21                         | 27                         | 69            | 30            |
| John Heilig | –                        | –                | –                            | –               | –                   | –              | –              | –                  | 55                 | –                   | –                | –           | –           | –            | –            | –                      | –                      | –                      | –                          | –                          | –             | –             |
| Darcy Jessiman | –                        | –                | –                            | –               | –                   | –              | –              | 42                 | 44                 | –                   | –                | –           | –           | –            | –            | –                      | –                      | –                      | –                          | –                          | –             | –             |
| Slawomir Kardas | –                        | –                | –                            | –               | –                   | –              | –              | 54                 | 52                 | –                   | –                | –           | –           | –            | –            | –                      | –                      | –                      | –                          | –                          | –             | –             |
| Tauno Käyhkö | –                        | –                | –                            | –               | –                   | –              | –              | 36                 | 19                 | –                   | –                | –           | –           | –            | –            | –                      | –                      | –                      | –                          | –                          | –             | –             |
| Veli Rautio | –                        | –                | –                            | –               | –                   | –              | –              | 51                 | 45                 | –                   | –                | –           | –           | –            | –            | –                      | –                      | –                      | –                          | –                          | –             | –             |
| Ron Richards | –                        | 60               | 74                           | 74              | 86                  | 47             | 47             | 33                 | 10                 | –                   | –                | 34          | 19          | 44           | 49           | 31                     | 32                     | 32                     | 58                         | 80                         | 62            | 34            |
| John Servold | –                        | –                | –                            | –               | –                   | –              | –              | 43                 | 50                 | –                   | –                | –           | –           | –            | –            | –                      | –                      | –                      | –                          | –                          | –             | –             |
| John Winkler | –                        | –                | –                            | –               | –                   | –              | –              | 49                 | 47                 | –                   | –                | –           | –           | –            | –            | –                      | –                      | –                      | –                          | –                          | –             | –             |
| Roger Zilkowsky | –                        | –                | –                            | –               | –                   | –              | –              | 46                 | 16                 | –                   | 35               | –           | –           | –            | –            | –                      | –                      | –                      | –                          | –                          | –             | –             |
| Norwegia |                          |                  |                              |                 |                     |                |                |                    |                    |                     |                  |             |             |              |              |                        |                        |                        |                            |                            |               |               |
| Halvor Asphol | –                        | 17               | 8                            | 14              | 2                   | 51             | 67             | –                  | –                  | –                   | –                | –           | –           | –            | –            | 27                     | 21                     | 26                     | –                          | –                          | –             | –             |
| Per Bergerud | 10                       | 37               | 4                            | 1               | 4                   | 2              | 7              | –                  | –                  | –                   | –                | –           | 11          | 18           | 15           | 22                     | 18                     | 18                     | 6                          | 7                          | 2             | 18            |
| Jon Eilert Bøgseth | –                        | –                | –                            | –               | –                   | 20             | 20             | –                  | –                  | –                   | –                | –           | –           | 36           | 28           | –                      | –                      | –                      | –                          | –                          | –             | –             |
| Steinar Bråten | –                        | –                | –                            | –               | –                   | –              | –              | 23                 | 20                 | –                   | –                | –           | –           | –            | –            | –                      | –                      | –                      | –                          | –                          | –             | –             |
| Ole Bremseth | 14                       | 14               | 24                           | 23              | 9                   | –              | –              | –                  | –                  | –                   | –                | 3           | 4           | 1            | 1            | 9                      | 3                      | 2                      | 1                          | 1                          | 1             | 1             |
| Olav Hansson | –                        | 32               | 9                            | 16              | 20                  | –              | –              | –                  | –                  | –                   | –                | 7           | 2           | 5            | 44           | 18                     | 9                      | 17                     | 12                         | 2                          | 10            | 22            |
| Dag Holmen Jensen | –                        | 6                | 21                           | 9               | 7                   | –              | –              | –                  | –                  | –                   | –                | –           | –           | 9            | 13           | 6                      | 7                      | 12                     | –                          | –                          | –             | –             |
| Geir Johnson | –                        | –                | –                            | –               | –                   | –              | –              | –                  | –                  | 29                  | 12               | –           | –           | –            | –            | –                      | –                      | –                      | –                          | –                          | –             | –             |
| Tor Kjørholt | –                        | –                | –                            | –               | –                   | –              | –              | –                  | –                  | 46                  | 42               | –           | –           | –            | –            | –                      | –                      | –                      | –                          | –                          | –             | –             |
| Tom Levorstad | –                        | –                | –                            | –               | –                   | 29             | 15             | –                  | –                  | –                   | –                | –           | –           | 23           | 14           | 30                     | 34                     | 27                     | –                          | –                          | –             | –             |
| Kai-Bastian Lie-Nilsen | –                        | –                | –                            | –               | –                   | –              | –              | 37                 | 30                 | –                   | –                | –           | –           | –            | –            | –                      | –                      | –                      | –                          | –                          | –             | –             |
| Ivar Mobekk | –                        | 23               | 14                           | 37              | 27                  | –              | –              | –                  | –                  | –                   | –                | –           | –           | –            | –            | –                      | –                      | –                      | 14                         | 12                         | 26            | 47            |
| Vegard Opaas | –                        | –                | –                            | –               | –                   | –              | –              | –                  | –                  | 10                  | 9                | –           | –           | –            | –            | –                      | –                      | –                      | –                          | –                          | –             | –             |
| Geir-Arne Østensen | –                        | –                | –                            | –               | –                   | –              | –              | –                  | –                  | 34                  | 33               | –           | –           | –            | –            | –                      | –                      | –                      | –                          | –                          | –             | –             |
| Roger Ruud | 1                        | 9                | 1                            | 3               | 19                  | 7              | 8              | –                  | –                  | –                   | –                | 9           | –           | 7            | 16           | –                      | –                      | –                      | 9                          | 32                         | 22            | 16            |
| Johan Sætre | 2                        | 10               | 39                           | 7               | 22                  | 5              | 11             | –                  | –                  | –                   | –                | 17          | 24          | 11           | 6            | –                      | –                      | –                      | 5                          | 3                          | 8             | 28            |
| Hroar Stjernen | –                        | –                | –                            | –               | –                   | –              | –              | 30                 | 25                 | –                   | –                | –           | –           | –            | –            | –                      | –                      | –                      | –                          | –                          | –             | –             |
| Jan Henrik Trøen | –                        | –                | –                            | –               | –                   | –              | –              | 20                 | 12                 | –                   | –                | –           | –           | –            | –            | –                      | –                      | –                      | –                          | –                          | –             | –             |
| NRD |                          |                  |                              |                 |                     |                |                |                    |                    |                     |                  |             |             |              |              |                        |                        |                        |                            |                            |               |               |
| Andreas Auerswald | –                        | –                | –                            | –               | –                   | –              | –              | –                  | –                  | –                   | –                | –           | –           | –            | –            | –                      | –                      | –                      | 52                         | 40                         | –             | –             |
| Matthias Buse | –                        | 41               | 11                           | 5               | 10                  | 15             | 3              | –                  | –                  | 5                   | 10               | 13          | 7           | –            | –            | –                      | –                      | –                      | –                          | –                          | –             | –             |
| Manfred Deckert | –                        | 2                | 2                            | 1               | 5                   | –              | –              | –                  | –                  | –                   | –                | 8           | 45          | –            | –            | –                      | –                      | –                      | –                          | –                          | –             | –             |
| Uwe Dotzauer | –                        | –                | –                            | –               | –                   | –              | –              | –                  | –                  | 33                  | –                | –           | –           | –            | –            | –                      | –                      | –                      | –                          | –                          | –             | –             |
| Harald Duschek | –                        | –                | –                            | –               | –                   | –              | –              | –                  | –                  | 8                   | 18               | –           | –           | –            | –            | –                      | –                      | –                      | –                          | –                          | –             | –             |
| Ulf Findeisen | –                        | –                | –                            | –               | –                   | –              | –              | –                  | –                  | –                   | –                | –           | –           | –            | –            | –                      | –                      | –                      | 36                         | 43                         | –             | –             |
| Holger Freitag | –                        | 56               | 30                           | 27              | 39                  | –              | –              | –                  | –                  | 17                  | 32               | 27          | 36          | –            | –            | –                      | –                      | –                      | 31                         | 28                         | –             | –             |
| Peter Opitz | –                        | –                | –                            | –               | –                   | –              | –              | –                  | –                  | 53                  | –                | –           | –           | –            | –            | –                      | –                      | –                      | –                          | –                          | –             | –             |
| Klaus Ostwald | –                        | 8                | 18                           | 21              | 6                   | –              | –              | –                  | –                  | 16                  | 1                | 16          | 4           | –            | –            | –                      | –                      | –                      | 32                         | 21                         | 66            | 27            |
| Ulrich Pscherra | –                        | –                | –                            | –               | –                   | –              | –              | –                  | –                  | –                   | –                | –           | –           | –            | –            | –                      | –                      | –                      | 49                         | 37                         | –             | –             |
| Gunter Schmieder | –                        | –                | –                            | –               | –                   | –              | –              | –                  | –                  | 27                  | –                | –           | –           | –            | –            | –                      | –                      | –                      | –                          | –                          | –             | –             |
| Stefan Stannarius | –                        | –                | –                            | –               | –                   | –              | –              | –                  | –                  | –                   | 36               | –           | –           | –            | –            | –                      | –                      | –                      | 19                         | 14                         | 17            | 17            |
| Jens Weißflog | –                        | –                | –                            | –               | –                   | –              | –              | –                  | –                  | –                   | –                | –           | –           | –            | –            | –                      | –                      | –                      | 33                         | 23                         | –             | –             |
| Konrad Winkler | –                        | –                | –                            | –               | –                   | –              | –              | –                  | –                  | 30                  | –                | –           | –           | –            | –            | –                      | –                      | –                      | –                          | –                          | –             | –             |
| Axel Zitzmann | –                        | –                | –                            | –               | –                   | –              | –              | –                  | –                  | –                   | –                | –           | –           | –            | –            | –                      | –                      | –                      | 22                         | 18                         | –             | –             |
| Polska |                          |                  |                              |                 |                     |                |                |                    |                    |                     |                  |             |             |              |              |                        |                        |                        |                            |                            |               |               |
| Piotr Fijas | –                        | –                | –                            | –               | –                   | –              | –              | –                  | –                  | –                   | –                | 19          | 29          | 22           | –            | –                      | –                      | –                      | 2                          | 5                          | –             | –             |
| Jan Łoniewski | –                        | –                | –                            | –               | –                   | –              | –              | –                  | –                  | –                   | –                | –           | –           | –            | –            | –                      | –                      | –                      | 46                         | 66                         | –             | –             |
| Zenon Węgrzynkiewicz | –                        | –                | –                            | –               | –                   | –              | –              | –                  | –                  | –                   | –                | –           | –           | –            | –            | –                      | –                      | –                      | 75                         | 64                         | –             | –             |
| Bogdan Zwijacz | –                        | –                | –                            | –               | –                   | –              | –              | –                  | –                  | –                   | –                | 48          | 37          | 64           | 33           | –                      | –                      | –                      | 47                         | 29                         | –             | –             |
| RFN |                          |                  |                              |                 |                     |                |                |                    |                    |                     |                  |             |             |              |              |                        |                        |                        |                            |                            |               |               |
| Andreas Bauer | 29                       | 34               | 3                            | 4               | 14                  | 8              | 4              | –                  | –                  | 4                   | 4                | 33          | 17          | –            | –            | 19                     | 14                     | –                      | –                          | –                          | 21            | 6             |
| Uli Boll | 46                       | 29               | 33                           | –               | –                   | –              | –              | 5                  | 41                 | –                   | –                | –           | –           | –            | –            | –                      | –                      | –                      | –                          | –                          | –             | –             |
| Joachim Ernst | 42                       | 48               | 31                           | 13              | 11                  | –              | –              | –                  | –                  | 11                  | 15               | 11          | 28          | 26           | 25           | –                      | –                      | –                      | 23                         | 53                         | 14            | 18            |
| Andreas Geiger | –                        | 80               | 85                           | –               | –                   | –              | –              | –                  | –                  | –                   | –                | –           | –           | –            | –            | –                      | –                      | –                      | –                          | –                          | –             | –             |
| Thomas Haßlberger | –                        | 38               | 40                           | –               | –                   | –              | –              | –                  | –                  | –                   | –                | –           | –           | –            | –            | –                      | –                      | –                      | 74                         | 68                         | –             | –             |
| Josef Heumann | –                        | 74               | 69                           | –               | –                   | –              | –              | –                  | –                  | –                   | –                | –           | –           | –            | –            | –                      | –                      | –                      | –                          | –                          | –             | –             |
| Thomas Ihle | –                        | 78               | 82                           | –               | –                   | –              | –              | –                  | –                  | –                   | –                | –           | –           | –            | –            | –                      | –                      | –                      | –                          | –                          | –             | –             |
| Thomas Klauser | 37                       | 21               | 48                           | 28              | 29                  | –              | –              | –                  | –                  | 30                  | 22               | –           | –           | –            | –            | –                      | –                      | –                      | –                          | –                          | –             | –             |
| Thomas Müller | –                        | –                | –                            | –               | –                   | –              | –              | –                  | –                  | –                   | –                | –           | –           | 57           | –            | –                      | –                      | –                      | –                          | –                          | –             | –             |
| Thomas Prosser | 16                       | 3                | 45                           | 22              | 82                  | 4              | 14             | –                  | –                  | 47                  | 24               | 20          | –           | 24           | 35           | –                      | –                      | –                      | –                          | –                          | –             | –             |
| Peter Rohwein | 33                       | 88               | 64                           | –               | –                   | –              | –              | 27                 | 9                  | –                   | 6                | –           | 14          | –            | –            | –                      | –                      | –                      | –                          | –                          | –             | –             |
| Christoph Schwarz | –                        | 5                | 6                            | 11              | 12                  | 42             | 6              | –                  | –                  | 15                  | 11               | 26          | –           | 35           | 22           | 39                     | 29                     | 38                     | 62                         | 33                         | –             | –             |
| Hubert Schwarz | –                        | –                | –                            | –               | –                   | –              | –              | –                  | –                  | –                   | –                | –           | –           | 43           | –            | –                      | –                      | –                      | –                          | –                          | –             | –             |
| Peter Schwinghammer | 41                       | 10               | 55                           | 49              | 42                  | –              | –              | 11                 | 17                 | –                   | 34               | –           | –           | –            | –            | –                      | –                      | –                      | –                          | –                          | –             | –             |
| Wolfgang Steiert | –                        | 49               | 15                           | 35              | 45                  | –              | –              | 40                 | 39                 | –                   | –                | –           | –           | –            | –            | –                      | –                      | –                      | –                          | –                          | 57            | 64            |
| Frank Sternkopf | –                        | 89               | –                            | –               | –                   | –              | –              | –                  | –                  | –                   | –                | –           | –           | –            | –            | –                      | –                      | –                      | –                          | –                          | –             | –             |
| Georg Waldvogel | 17                       | 25               | 32                           | 33              | 24                  | 12             | 16             | –                  | –                  | 12                  | 48               | –           | 50          | 28           | 31           | –                      | –                      | –                      | 64                         | 15                         | 15            | 15            |
| Lorenz Wegscheider | –                        | 58               | 70                           | –               | –                   | –              | –              | –                  | –                  | –                   | –                | –           | –           | –            | –            | 34                     | 16                     | 25                     | –                          | –                          | –             | –             |
| Hermann Weinbuch | –                        | –                | –                            | –               | –                   | –              | –              | –                  | –                  | –                   | –                | –           | –           | 31           | –            | –                      | –                      | –                      | –                          | –                          | –             | –             |
| Stany Zjednoczone |                          |                  |                              |                 |                     |                |                |                    |                    |                     |                  |             |             |              |              |                        |                        |                        |                            |                            |               |               |
| Landis Arnold | –                        | –                | –                            | –               | –                   | –              | –              | 41                 | 38                 | –                   | –                | –           | –           | –            | –            | –                      | –                      | –                      | 59                         | 70                         | 48            | 59            |
| John Broman | –                        | 87               | 66                           | 58              | 54                  | –              | –              | 10                 | 8                  | –                   | –                | 43          | 16          | 45           | 42           | 16                     | 11                     | 9                      | 37                         | 39                         | 35            | 56            |
| Jeff Denney | –                        | –                | –                            | –               | –                   | –              | –              | 52                 | –                  | –                   | –                | –           | –           | –            | –            | –                      | –                      | –                      | –                          | –                          | –             | –             |
| John Denney | –                        | 62               | 58                           | 61              | 77                  | –              | –              | 28                 | 28                 | –                   | –                | –           | –           | –            | –            | –                      | –                      | –                      | 51                         | 42                         | 39            | 11            |
| Jeff Hastings | –                        | 52               | 56                           | 51              | 64                  | 26             | 34             | 31                 | 29                 | –                   | –                | 35          | 15          | 17           | 7            | 10                     | 40                     | 8                      | 3                          | 81                         | 4             | 12            |
| Scott Lubansky | –                        | –                | –                            | –               | –                   | –              | –              | 39                 | –                  | –                   | –                | –           | –           | –            | –            | –                      | –                      | –                      | –                          | –                          | –             | –             |
| Dennis McGrane | –                        | –                | –                            | –               | –                   | 16             | 22             | 35                 | 36                 | –                   | –                | –           | –           | –            | –            | –                      | –                      | –                      | 46                         | 54                         | 24            | 26            |
| Mark Solner | –                        | –                | –                            | –               | –                   | –              | –              | 55                 | –                  | –                   | –                | –           | –           | –            | –            | –                      | –                      | –                      | –                          | –                          | –             | –             |
| Nils Stolzlechner | –                        | –                | –                            | –               | –                   | –              | –              | –                  | –                  | –                   | –                | 54          | 44          | 29           | 30           | 37                     | 37                     | 34                     | 50                         | 56                         | 54            | 41            |
| Reed Zuehlke | –                        | 54               | 51                           | 64              | 71                  | 54             | 37             | 19                 | –                  | –                   | –                | 40          | 54          | 40           | 26           | –                      | –                      | –                      | 55                         | 49                         | 32            | 40            |
| Szwajcaria |                          |                  |                              |                 |                     |                |                |                    |                    |                     |                  |             |             |              |              |                        |                        |                        |                            |                            |               |               |
| Gérard Balanche | –                        | –                | –                            | –               | –                   | –              | –              | –                  | –                  | 52                  | 64               | –           | –           | –            | –            | –                      | –                      | –                      | –                          | –                          | –             | –             |
| Ernst Beetschen | –                        | –                | –                            | –               | –                   | –              | –              | –                  | –                  | 63                  | –                | –           | –           | –            | –            | –                      | –                      | –                      | –                          | –                          | –             | –             |
| Toni Berchten | 51                       | –                | –                            | –               | –                   | –              | –              | –                  | –                  | 58                  | 61               | –           | –           | –            | –            | –                      | –                      | –                      | –                          | –                          | 67            | 57            |
| Benito Bonetti | 25                       | 53               | 49                           | 53              | 68                  | 31             | 51             | –                  | –                  | 23                  | 45               | 45          | 35          | –            | –            | –                      | –                      | –                      | 47                         | 62                         | 54            | 43            |
| Paul Egloff | 26                       | 47               | 72                           | 50              | 56                  | –              | –              | 32                 | 37                 | 49                  | 38               | –           | –           | 47           | 52           | –                      | –                      | –                      | –                          | –                          | 45            | 61            |
| Roland Glas | 27                       | 46               | 73                           | 68              | 51                  | –              | –              | 17                 | 26                 | 50                  | 37               | –           | –           | 48           | 36           | –                      | –                      | –                      | –                          | –                          | 58            | 55            |
| Christian Hauswirth | –                        | –                | –                            | –               | –                   | –              | –              | –                  | –                  | –                   | 55               | –           | –           | –            | –            | –                      | –                      | –                      | –                          | –                          | –             | –             |
| Walter Hurschler | –                        | –                | –                            | –               | –                   | –              | –              | –                  | –                  | 60                  | 60               | –           | –           | –            | –            | –                      | –                      | –                      | –                          | –                          | –             | –             |
| Georges Jaquiéry | 30                       | –                | –                            | –               | –                   | –              | –              | 29                 | 48                 | –                   | 56               | –           | –           | –            | –            | –                      | –                      | –                      | –                          | –                          | 51            | 53            |
| Karl Lustenberger | –                        | –                | –                            | –               | –                   | –              | –              | –                  | –                  | 44                  | –                | –           | –           | –            | –            | –                      | –                      | –                      | –                          | –                          | –             | –             |
| Daniel Perret | –                        | –                | –                            | –               | –                   | –              | –              | –                  | –                  | 62                  | –                | –           | –           | –            | –            | –                      | –                      | –                      | –                          | –                          | –             | –             |
| Fabrice Piazzini | –                        | –                | –                            | –               | –                   | –              | –              | –                  | –                  | 34                  | 28               | –           | –           | –            | –            | –                      | –                      | –                      | –                          | –                          | –             | –             |
| Pascal Reymond | –                        | –                | –                            | –               | –                   | –              | –              | –                  | –                  | 43                  | 58               | –           | –           | –            | –            | –                      | –                      | –                      | –                          | –                          | –             | –             |
| Olivier Schmid | –                        | –                | –                            | –               | –                   | –              | –              | –                  | –                  | 55                  | 52               | –           | –           | –            | –            | –                      | –                      | –                      | –                          | –                          | –             | –             |
| Placide Schmidinger | 28                       | –                | –                            | –               | –                   | –              | –              | 45                 | 46                 | –                   | 41               | –           | –           | –            | –            | –                      | –                      | –                      | –                          | –                          | –             | –             |
| Roger Schönenberger | –                        | –                | –                            | –               | –                   | –              | –              | –                  | –                  | 65                  | –                | –           | –           | –            | –            | –                      | –                      | –                      | –                          | –                          | –             | –             |
| Hansjörg Sumi | 8                        | 15               | 35                           | 30              | 41                  | 35             | 24             | –                  | –                  | 3                   | 30               | 30          | 49          | –            | –            | –                      | –                      | –                      | 27                         | 55                         | 33            | 32            |
| Szwecja |                          |                  |                              |                 |                     |                |                |                    |                    |                     |                  |             |             |              |              |                        |                        |                        |                            |                            |               |               |
| Bo Andersson | –                        | 65               | 83                           | 71              | 69                  | –              | –              | –                  | –                  | 56                  | 53               | –           | –           | –            | –            | –                      | –                      | –                      | –                          | –                          | –             | –             |
| Per Balkåsen | –                        | 44               | 68                           | 47              | 50                  | –              | –              | –                  | –                  | 22                  | 29               | 44          | 25          | 30           | 32           | –                      | –                      | –                      | –                          | –                          | –             | –             |
| Anders Daun | –                        | 59               | 75                           | 83              | 84                  | –              | –              | –                  | –                  | –                   | –                | 10          | 8           | –            | –            | –                      | –                      | –                      | 20                         | 9                          | 28            | 9             |
| Risto Österberg | –                        | –                | –                            | –               | –                   | –              | –              | –                  | –                  | –                   | –                | –           | –           | 65           | 54           | –                      | –                      | –                      | –                          | –                          | –             | –             |
| Seppo Toivonen | –                        | 73               | 76                           | 54              | 51                  | –              | –              | –                  | –                  | 27                  | 39               | 32          | 47          | –            | –            | –                      | –                      | –                      | –                          | –                          | –             | –             |
| Węgry |                          |                  |                              |                 |                     |                |                |                    |                    |                     |                  |             |             |              |              |                        |                        |                        |                            |                            |               |               |
| László Fischer | 52                       | 19               | 79                           | 77              | 81                  | –              | –              | 34                 | 34                 | –                   | 46               | –           | –           | 56           | 50           | 38                     | 36                     | 35                     | 63                         | 75                         | 46            | 39            |
| Gábor Gellér | 50                       | 77               | 78                           | 84              | 59                  | –              | –              | 48                 | 49                 | –                   | 57               | –           | –           | 63           | 58           | 40                     | 39                     | 37                     | 73                         | 72                         | 64            | 63            |
| Zoltán Kelemen | –                        | –                | –                            | –               | –                   | –              | –              | –                  | –                  | –                   | –                | –           | –           | –            | –            | 41                     | –                      | –                      | 82                         | 79                         | –             | –             |
| Włochy |                          |                  |                              |                 |                     |                |                |                    |                    |                     |                  |             |             |              |              |                        |                        |                        |                            |                            |               |               |
| Angelo Bidinot | 34                       | –                | –                            | –               | –                   | –              | –              | –                  | –                  | 64                  | 65               | –           | –           | –            | –            | –                      | –                      | –                      | –                          | –                          | –             | –             |
| Gianbattista Carli | 30                       | 68               | 71                           | 85              | 83                  | –              | –              | –                  | –                  | 51                  | 51               | –           | –           | –            | –            | –                      | –                      | –                      | –                          | –                          | 49            | 65            |
| Roberto Less | 45                       | –                | –                            | –               | –                   | –              | –              | –                  | –                  | –                   | –                | –           | –           | –            | –            | –                      | –                      | –                      | –                          | –                          | –             | –             |
| Michele Masini | 55                       | –                | –                            | –               | –                   | –              | –              | –                  | –                  | –                   | –                | –           | –           | –            | –            | –                      | –                      | –                      | –                          | –                          | –             | –             |
| Gian-Paolo Mosele | –                        | –                | –                            | –               | –                   | –              | –              | –                  | –                  | –                   | –                | 55          | –           | –            | –            | –                      | –                      | –                      | –                          | –                          | –             | –             |
| Massimo Rigoni | 7                        | 30               | 26                           | 25              | 22                  | 24             | 18             | 2                  | 2                  | 6                   | 2                | 12          | 28          | 14           | 24           | 24                     | 24                     | 11                     | 10                         | 11                         | 3             | 3             |
| Lido Tomasi | 11                       | 76               | 38                           | 45              | 26                  | 30             | 32             | 8                  | 21                 | 18                  | 21               | 15          | 36          | 15           | 19           | –                      | –                      | –                      | 34                         | 36                         | 17            | 10            |
| Sandro Sambugaro | 47                       | –                | –                            | –               | –                   | –              | –              | –                  | –                  | –                   | –                | –           | –           | –            | –            | –                      | –                      | –                      | –                          | –                          | 72            | 58            |
| Loris Stella | 54                       | –                | –                            | –               | –                   | –              | –              | –                  | –                  | –                   | –                | –           | –           | –            | –            | –                      | –                      | –                      | –                          | –                          | –             | –             |
| Ivano Wegher | 44                       | –                | –                            | –               | –                   | –              | –              | –                  | –                  | –                   | –                | 47          | 52          | 62           | 56           | –                      | –                      | –                      | –                          | –                          | 68            | –             |
| ZSRR |                          |                  |                              |                 |                     |                |                |                    |                    |                     |                  |             |             |              |              |                        |                        |                        |                            |                            |               |               |
| Siergiej Brysgałow | –                        | –                | –                            | –               | –                   | –              | –              | –                  | –                  | 57                  | 63               | –           | –           | –            | –            | –                      | –                      | –                      | –                          | –                          | –             | –             |
| Władimir Czerniajew | –                        | 19               | 53                           | 63              | 29                  | –              | –              | –                  | –                  | –                   | –                | 52          | 13          | –            | –            | –                      | –                      | –                      | 53                         | 46                         | 52            | 46            |
| Walerij Karietnikow | –                        | –                | –                            | –               | –                   | –              | –              | –                  | –                  | –                   | –                | 51          | –           | –            | –            | –                      | –                      | –                      | –                          | –                          | –             | –             |
| Leonid Komarow | –                        | 68               | 43                           | 56              | 42                  | –              | –              | –                  | –                  | –                   | –                | 58          | –           | –            | –            | –                      | –                      | –                      | –                          | –                          | –             | –             |
| Siergiej Kurbatow | –                        | –                | –                            | –               | –                   | –              | –              | –                  | –                  | –                   | –                | –           | –           | –            | –            | –                      | –                      | –                      | 70                         | 51                         | 43            | 51            |
| Igor Morosow | –                        | 55               | 57                           | 71              | 79                  | –              | –              | –                  | –                  | –                   | –                | –           | –           | –            | –            | –                      | –                      | –                      | –                          | –                          | –             | –             |
| Siergiej Muczin | –                        | 79               | 46                           | 68              | 55                  | –              | –              | –                  | –                  | –                   | –                | –           | –           | –            | –            | –                      | –                      | –                      | –                          | –                          | –             | –             |
| Siergiej Oziernych | –                        | –                | –                            | –               | –                   | –              | –              | –                  | –                  | 59                  | 54               | –           | –           | –            | –            | –                      | –                      | –                      | –                          | –                          | –             | –             |
| Giennadij Prokopienko | –                        | 72               | 19                           | 39              | 36                  | –              | –              | –                  | –                  | –                   | –                | 49          | 18          | –            | –            | –                      | –                      | –                      | 35                         | 25                         | 27            | 20            |
| Jurij Soots | –                        | –                | –                            | –               | –                   | –              | –              | –                  | –                  | 39                  | 62               | –           | –           | –            | –            | –                      | –                      | –                      | –                          | –                          | –             | –             |
| Andriej Szakirow | –                        | 45               | 60                           | 40              | 31                  | –              | –              | –                  | –                  | –                   | –                | –           | –           | –            | –            | –                      | –                      | –                      | 67                         | 65                         | 56            | 33            |
| Legenda |                          |                  |                              |                 |                     |                |                |                    |                    |                     |                  |             |             |              |              |                        |                        |                        |                            |                            |               |               |
| 1–15 poniżej 15 - – Zawodnik niezgłoszony do konkursu (w przypadku pełnych wyników) lub brak danych (w przypadku braku pełnych wyników konkursu w źródłach) |                          |                  |                              |                 |                     |                |                |                    |                    |                     |                  |             |             |              |              |                        |                        |                        |                            |                            |               |               |

## Klasyfikacje

### Klasyfikacja indywidualna
| Źródło  | Źródło         | Źródło | Źródło |
| Miejsce | Zawodnik       | Punkty |        |
| ------- | -------------- | ------ | ------ |
| 1.      | Armin Kogler   | 189    |        |
| 2.      | Hubert Neuper  | 174    |        |
| 3.      | Horst Bulau    | 150    |        |
| 4.      | Matti Nykänen  | 138    |        |
| 5.      | Ole Bremseth   | 136    |        |
| 6.      | Per Bergerud   | 129    |        |
| 7.      | Massimo Rigoni | 125    |        |
| 8.      | Roger Ruud     | 112    |        |
| 9.      | Johan Sætre    | 100    |        |
| 10.     | Andreas Bauer  | 85     |        |
| ...     |                |        |        |

### Klasyfikacja drużynowa
| Źródło  | Źródło            | Źródło | Źródło |
| Miejsce | Reprezentacja     | Punkty |        |
| ------- | ----------------- | ------ | ------ |
| 1.      | Austria           | 803    |        |
| 2.      | Norwegia          | 776    |        |
| 3.      | Finlandia         | 306    |        |
| 4.      | RFN               | 234    |        |
| 5.      | NRD               | 216    |        |
| 6.      | Kanada            | 186    |        |
| 7.      | Włochy            | 152    |        |
| 8.      | Czechosłowacja    | 94     |        |
| 9.      | Stany Zjednoczone | 86     |        |
| 10.     | Jugosławia        | 58     |        |
| 11.     | Japonia           | 54     |        |
| 12.     | Polska            | 31     |        |
| 13.     | Szwecja           | 28     |        |
| 14.     | Szwajcaria        | 24     |        |
| 15.     | ZSRR              | 3      |        |